# Лебедев, Геннадий Викторович
Генна́дий Ви́кторович Ле́бедев (1957, СССР — 2004, Турция) — российский экономист, предприниматель, политик, представитель австрийской школы в экономической науке. Выступал за свободу предпринимательства и невмешательство государства в экономическую деятельность. Известен также как автор учебников по информатике для средней и высшей школы.

## Биография
Родился 29 апреля 1957 года.
Поступил на механико-математический факультет МГУ в 1974 году. Окончив факультет с отличием, поступил в аспирантуру мехмата, а после защиты кандидатской диссертации стал сотрудником Лаборатории вычислительных методов мехмата МГУ. В студенческие годы и во время обучения в аспирантуре входил в группу Бетелина; по свидетельству В. Б. Бетелина, Г. В. Лебедев, Г. В. Маслов, А. А. Веденов и В. А. Груздев составили «костяк» группы на втором этапе её существования и занимались в основном созданием и автоматической обработкой студенческих практикумов и оснащением первого на мехмате дисплейного класса.

### Информатика и её преподавание
Геннадий Лебедев был одним из родоначальников нового подхода к преподаванию информатики в школе и в вузе. В 1980 году он вместе с А. Г. Кушниренко создал новый курс информатики в МГУ (на основе этого курса впоследствии был создан учебник «Программирование для математиков»), основанный на оригинальных идеях. В 1990 году стал одним из трёх соавторов российского учебника по информатике для учеников старших классов средней школы, который затем многократно переиздавался, так что к 1997 году общий тираж превысил 7 млн экземпляров.
В основу как курса лекций, так и обоих учебников легли: понятие «исполнителя» (предложенное в конце 1970-х гг. В. Б. Бетелиным и развитое А. Г. Кушниренко и Г. В. Лебедевым) как один из способов реализации концепции объектно-ориентированного программирования, технология программирования «сверху вниз» и иерархия структур данных. Кушниренко и Лебедев убеждённо отстаивали положение, что курс информатики должен строиться не столько на изучении конкретного языка программирования, сколько на обучении программированию как таковому.
Как позднее вспоминал сам Лебедев, информационная модель исполнителя «Путник» (предшественник классического исполнителя «Робот» системы «КуМир»), включая реализацию программы-интерпретатора, была создана им в 1980 году за несколько часов — в ночь перед тем, как первая группа студентов мехмата пришла на первый семинар по информатике. Для вузовского курса информатики столь же быстро было создано ещё несколько исполнителей. Создание в 1985 году системы «Е-практикум» (представляла собой программное обеспечение для поддержки школьного курса информатики и вычислительной техники и предусматривала компьютерную реализацию предложенного академиком А. П. Ершовым школьного алгоритмического языка) заняло у Лебедева и его коллег неделю (концепция исполнителя позволяла быстро разрабатывать достаточно серьёзные программы).

### Политика и экономика
В 1990 году Г. В. Лебедев был избран председателем Совета народных депутатов г. Троицка и возглавлял Совет до начала 1992 года. Впервые в России ввёл регистрацию любых предприятий с предоставлением юридического адреса. Результатом стала регистрация в Троицке 6 тыс. новых юридических лиц со всего СССР. Газета «Московский комсомолец» писала, что по налогам, уплачиваемым на душу населения, Троицк является самым богатым городом во всей европейской части России.
В начале 1992 года ушёл с поста председателя горсовета и стал заниматься бизнес-консалтингом. Принимал участие в акционировании «Находкинского морского торгового порта» и нескольких других предприятий в городе Находка (создав прецедент «конвейерной приватизации») и создании компании «ЮКОС», где некоторое время работал в качестве вице-президента.
Последние годы жизни Геннадий Лебедев был вице-президентом компании «Вангвард», где занимался крупными проектами для предприятий топливно-энергетического комплекса России. Кроме этого, он активно работал в комиссии по бюджетной и налоговой политике Российского союза промышленников и предпринимателей, участвуя в подготовке предложений для налоговой реформы. Он был одним из разработчиков упрощённого режима налогообложения для предпринимателей и автором единой ставки налога с разницы между доходами и расходами.

### Гибель
Погиб 12 мая 2004 года в результате несчастного случая — занимаясь сёрфингом во время отдыха в Турции. Похоронен в Троицке, на Троицком кладбище.

## Память
Г. В. Лебедев был удостоен звания «Почётный гражданин города Троицка». В знак памяти и признания заслуг Г. В. Лебедева его имя получил «Лебедевский клуб» — городской дискуссионный клуб, первое заседание которого состоялось 11 марта 2011 года. Одним из трёх сопредседателей клуба был избран Никита Лебедев — сын Г. В. Лебедева, музыкант, художественный руководитель концертного агентства «Lucente».
Лебедевские чтения проводятся ежегодно в мае месяце и посвящены проектам, продвигающим идеи свободы. Материалы этих чтений представлены на сайте «Чтения памяти Г. В. Лебедева».

## Публикации

### Работы по информатике
- Варсанофьев Д. В., Кушниренко А. Г., Лебедев Г. В. E-практикум — программное обеспечение школьного курса информатики и вычислительной техники // Микропроцессорные средства и системы. — 1985. — № 3. — С. 27—32.
- Лебедев Г. В., Кушниренко А. Г. Программирование для математиков: Учебное пособие для вузов по специальностям «Математика» и «Прикладная математика». — М.: Наука, 1988. — 384 с. — ISBN 5-02-014235-2.
- Лебедев Г. В. О новом учебнике информатики // Информатика и образование. — 1989. — № 5. — С. 24—30.
- Кушниренко А. Г., Лебедев Г. В., Сворень Р. А. Основы информатики и вычислительной техники: Учебное пособие для 10-11-х кл. общеобразовательных учреждений. — М.: Просвещение, 1990. — 224 с. — ISBN 5-09-002719-6. — Переиздано в 1991, 1993 и 1996 годах
- Авербух А. В., Гисин В. Б., Зайдельман Я. Н., Лебедев Г. В. Изучение основ информатики и вычислительной техники: Пособие для учителя. — М.: Просвещение, 1992. — 302 с. — ISBN 5-09-002845-1.
- Кушниренко А. Г., Лебедев Г. В., Зайдельман Я. Н. Программа курса информатики // Информатика и образование. — 1997. — № 5. — С. 69—74.
- Кушниренко А. Г., Лебедев Г. В. 12 лекций о том, для чего нужен школьный курс информатики и как его преподавать. — М.: Лаборатория Базовых Знаний, 2000. — 464 с. — 3000 экз. — ISBN 5-93208-063-9.
- Кушниренко А. Г., Лебедев Г. В., Зайдельман Я. Н. Информатика. 7—9 классы. 3-е изд. — М.: Дрофа, 2002. — 336 с. — 10 000 экз. — ISBN 5-7107-5283-5.

### Работы по экономике
- Лебедев Г. В., Найшуль В. А., Сапов Г. Г. Либеральная Хартия // Экономика, финансы, общество. Новые реалии России. Вып. 1 / Под ред. Н. Г. Левченко, Я. Ш. Паппэ. — М.: Институт коммерческой инженерии Конгресса бирж, 1992.
- Лебедев Г. В. Коммерческая инженерия и муниципальные службы (на примере регистрации предприятий в г. Троицке) // Экономика, финансы, общество. Новые реалии России. Вып. 1 / Под ред. Н. Г. Левченко, Я. Ш. Паппэ. — М.: Институт коммерческой инженерии Конгресса бирж, 1992.
- Лебедев Г. В. Тезисы о налогах и налоговой системе. — М., 1997.